# Claudon
Claudon là một xã, nằm ở tỉnh Vosges trong vùng Grand Est của Pháp. Xã này có diện tích 21,72 kilômét vuông, dân số năm 1999 là 262 người. Xã này nằm ở khu vực có độ cao trung bình 358 m trên mực nước biển.
Dân địa phương tiếng Pháp gọi là Claudonnais.

## Biến động dân số
| 1962                                         | 1968 | 1975 | 1982 | 1990 | 1999 |
| -------------------------------------------- | ---- | ---- | ---- | ---- | ---- |
| 362                                          | 376  | 308  | 285  | 238  | 262  |
| Số liệu từ năm 1962: Dân số không tính trùng |      |      |      |      |      |

## Nhân vật nổi tiếng
- François Théodore Legras, artiste-verrier (1839-1916)